# اچ‌ام‌اس گارلند (اچ۳۷)
اچ‌ام‌اس گارلند (اچ۳۷) (به انگلیسی: HMS Garland (H37)) یک کشتی بود که طول آن ۳۲۳ فوت (۹۸٫۵ متر) بود. این کشتی در سال ۱۹۳۵ ساخته شد.